# Roncocreagris aurouxi
Roncocreagris aurouxi är en spindeldjursart som beskrevs av Juan A. Zaragoza 2000. Roncocreagris arouxi ingår i släktet Roncocreagris och familjen helplåtklokrypare. Inga underarter finns listade i Catalogue of Life.